# Araneus cohnae
Araneus cohnae är en spindelart som beskrevs av Levi 1991. Araneus cohnae ingår i släktet Araneus och familjen hjulspindlar. Inga underarter finns listade i Catalogue of Life.